# Отдыхное
Отдыхное (укр. Оддихне) — село,
Яковлевский сельский совет,
Лозовский район,
Харьковская область.
Код КОАТУУ — 6323988505. Население по переписи 2001 года составляет 300 (146/154 м/ж) человек.

## Географическое положение
Село Отдыхное примыкает к селу Яковлевка.
Рядом проходят автомобильная дорога Т-2107 и
железная дорога, станция Отдых.

## История
- 1891 — дата основания.

## Экономика
- Птице-товарная ферма.